# Temporada 1993-94 de los San Antonio Spurs
La temporada 1993-94 fue la decimoctava de los San Antonio Spurs en la NBA, tras la fusión de la liga con la ABA, donde había jugado nueve temporadas, seis en Dallas y tres en San Antonio. La temporada regular acabó con 55 victorias y 27 derrotas, ocupando el cuarto puesto de la conferencia Oeste, clasificándose para los playoffs, en los que cayeron en primera ronda ante Utah Jazz.
Fue la primera temporada disputada en el Alamodome, tras veinte años jugando como local en el HemisFair Arena.

## Elecciones en elDraft
| Ronda | Puesto | Jugador       | Posición | Nacionalidad   | Universidad |
| ----- | ------ | ------------- | -------- | -------------- | ----------- |
| 2     | 47     | Chris Whitney | PG       | Estados Unidos | Clemson     |

## Temporada regular
| División Medio Oeste   | División Medio Oeste | División Medio Oeste | División Medio Oeste | División Medio Oeste | División Medio Oeste | División Medio Oeste | División Medio Oeste | División Medio Oeste |
| Equipo                 | G                    | P                    | %                    | PD                   | Casa                 | Fuera                | Div                  |                      |
| ---------------------- | -------------------- | -------------------- | -------------------- | -------------------- | -------------------- | -------------------- | -------------------- | -------------------- |
| y-Houston Rockets      | 58                   | 24                   | .707                 | —                    | 35–6                 | 23–18                | 15–11                |                      |
| x-San Antonio Spurs    | 55                   | 27                   | .671                 | 3                    | 32–9                 | 23–18                | 16–10                |                      |
| x-Utah Jazz            | 53                   | 29                   | .646                 | 5                    | 33–8                 | 20–21                | 21–5                 |                      |
| x-Denver Nuggets       | 42                   | 40                   | .512                 | 16                   | 28–13                | 14–27                | 14–12                |                      |
| Minnesota Timberwolves | 20                   | 62                   | .244                 | 38                   | 13–28                | 7–34                 | 5–21                 |                      |
| Dallas Mavericks       | 13                   | 69                   | .159                 | 45                   | 6–35                 | 7–34                 | 7–19                 |                      |

## Playoffs

### Primera ronda
San Antonio Spurs vs. Utah Jazz 
| Fecha       | Partido                             | Ciudad         |
| ----------- | ----------------------------------- | -------------- |
| 28 de abril | San Antonio Spurs 106, Utah Jazz 89 | San Antonio    |
| 30 de abril | San Antonio Spurs 84, Utah Jazz 96  | San Antonio    |
| 3 de mayo   | Utah Jazz 105, San Antonio Spurs 72 | Salt Lake City |
| 5 de mayo   | Utah Jazz 95, San Antonio Spurs 90  | Salt Lake City |
|             | Utah Jazz gana las series 3-1       |                |

## Estadísticas

### Temporada regular
| Rk | Jugador         | Edad | P  | PT | MP   | TC   | TCI  | %TC  | T3  | T3I | %T3  | TL  | TLI  | %TL  | RO  | RD   | RT   | AS  | RB  | TAP | BP  | FP  | PTS  |
| -- | --------------- | ---- | -- | -- | ---- | ---- | ---- | ---- | --- | --- | ---- | --- | ---- | ---- | --- | ---- | ---- | --- | --- | --- | --- | --- | ---- |
| 1  | David Robinson  | 28   | 80 | 80 | 40.5 | 10.5 | 20.7 | .507 | 0.1 | 0.4 | .345 | 8.7 | 11.6 | .749 | 3.0 | 7.7  | 10.7 | 4.8 | 1.7 | 3.3 | 3.2 | 2.9 | 29.8 |
| 2  | Dennis Rodman   | 32   | 79 | 51 | 37.8 | 2.0  | 3.7  | .534 | 0.1 | 0.3 | .208 | 0.7 | 1.3  | .520 | 5.7 | 11.6 | 17.3 | 2.3 | 0.7 | 0.4 | 1.7 | 2.9 | 4.7  |
| 3  | Dale Ellis      | 33   | 77 | 75 | 33.6 | 6.2  | 12.6 | .494 | 1.7 | 4.3 | .395 | 1.1 | 1.4  | .776 | 0.9 | 2.4  | 3.3  | 1.0 | 0.9 | 0.1 | 1.0 | 1.8 | 15.2 |
| 4  | Willie Anderson | 27   | 80 | 79 | 31.1 | 4.9  | 10.5 | .471 | 0.3 | 0.9 | .324 | 1.8 | 2.1  | .848 | 0.9 | 2.2  | 3.0  | 4.3 | 0.9 | 0.6 | 1.9 | 2.3 | 11.9 |
| 5  | Vinny Del Negro | 27   | 77 | 56 | 25.3 | 4.0  | 8.2  | .487 | 0.2 | 0.6 | .349 | 1.8 | 2.2  | .824 | 0.4 | 1.7  | 2.1  | 4.2 | 0.8 | 0.0 | 1.3 | 2.2 | 10.0 |
| 6  | Negele Knight   | 26   | 64 | 18 | 22.3 | 3.5  | 7.4  | .476 | 0.1 | 0.3 | .190 | 2.2 | 2.7  | .810 | 0.4 | 1.2  | 1.6  | 3.1 | 0.5 | 0.2 | 1.5 | 1.9 | 9.3  |
| 7  | Terry Cummings  | 32   | 59 | 29 | 19.2 | 3.1  | 7.3  | .428 | 0.0 | 0.0 | .000 | 1.1 | 1.8  | .589 | 2.2 | 2.8  | 5.0  | 0.8 | 0.5 | 0.2 | 1.0 | 2.3 | 7.3  |
| 8  | J.R. Reid       | 25   | 70 | 11 | 19.2 | 3.7  | 7.6  | .491 | 0.0 | 0.0 | .000 | 1.5 | 2.2  | .699 | 1.3 | 1.8  | 3.1  | 1.0 | 0.6 | 0.4 | 1.2 | 2.4 | 9.0  |
| 9  | Lloyd Daniels   | 26   | 65 | 5  | 15.1 | 2.2  | 5.7  | .376 | 0.7 | 1.9 | .352 | 0.7 | 1.0  | .719 | 0.7 | 1.0  | 1.7  | 1.4 | 0.4 | 0.2 | 0.9 | 1.1 | 5.7  |
| 10 | Sleepy Floyd    | 33   | 53 | 2  | 13.9 | 1.3  | 3.9  | .335 | 0.2 | 0.7 | .222 | 1.0 | 1.5  | .667 | 0.2 | 1.1  | 1.3  | 1.9 | 0.2 | 0.2 | 1.2 | 1.3 | 3.8  |
| 11 | Antoine Carr    | 32   | 34 | 0  | 13.7 | 2.3  | 4.7  | .488 | 0.0 | 0.0 | .000 | 1.2 | 1.7  | .724 | 0.4 | 1.1  | 1.5  | 0.4 | 0.3 | 0.6 | 0.4 | 2.2 | 5.8  |
| 12 | Chris Whitney   | 22   | 40 | 4  | 8.5  | 0.6  | 2.1  | .305 | 0.3 | 0.8 | .333 | 0.3 | 0.4  | .800 | 0.1 | 0.6  | 0.7  | 1.3 | 0.3 | 0.0 | 0.9 | 1.3 | 1.8  |
| 13 | Jack Haley      | 30   | 28 | 0  | 3.4  | 0.8  | 1.7  | .438 | 0.0 | 0.0 |      | 0.6 | 0.8  | .810 | 0.2 | 0.6  | 0.9  | 0.0 | 0.0 | 0.0 | 0.4 | 0.6 | 2.1  |
| 14 | Chuck Nevitt    | 34   | 1  | 0  | 1.0  | 0.0  | 0.0  |      | 0.0 | 0.0 |      | 3.0 | 6.0  | .500 | 1.0 | 0.0  | 1.0  | 0.0 | 0.0 | 0.0 | 1.0 | 1.0 | 3.0  |

### Playoffs
| Rk | Jugador         | Edad | P | PT | MP   | TC  | TCI  | %TC  | T3  | T3I | %T3   | TL  | TLI | %TL   | RO  | RD  | RT   | AS  | RB  | TAP | BP  | FP  | PTS  |
| -- | --------------- | ---- | - | -- | ---- | --- | ---- | ---- | --- | --- | ----- | --- | --- | ----- | --- | --- | ---- | --- | --- | --- | --- | --- | ---- |
| 1  | Dennis Rodman   | 32   | 3 | 3  | 38.0 | 4.0 | 8.0  | .500 | 0.0 | 1.7 | .000  | 0.3 | 2.0 | .167  | 8.0 | 8.0 | 16.0 | 0.7 | 2.0 | 1.3 | 2.0 | 4.7 | 8.3  |
| 2  | David Robinson  | 28   | 4 | 4  | 36.5 | 7.5 | 18.3 | .411 | 0.0 | 0.3 | .000  | 5.0 | 6.8 | .741  | 3.3 | 6.8 | 10.0 | 3.5 | 0.8 | 2.5 | 2.3 | 3.5 | 20.0 |
| 3  | Dale Ellis      | 33   | 4 | 4  | 28.5 | 4.3 | 10.8 | .395 | 1.3 | 4.3 | .294  | 0.8 | 1.3 | .600  | 0.8 | 1.8 | 2.5  | 0.3 | 0.8 | 0.0 | 1.0 | 1.5 | 10.5 |
| 4  | Negele Knight   | 26   | 4 | 0  | 27.0 | 3.3 | 10.3 | .317 | 0.0 | 0.8 | .000  | 2.8 | 3.0 | .917  | 0.8 | 0.8 | 1.5  | 3.0 | 0.8 | 0.0 | 1.8 | 2.3 | 9.3  |
| 5  | Willie Anderson | 27   | 4 | 4  | 26.5 | 3.5 | 9.3  | .378 | 0.3 | 0.3 | 1.000 | 1.0 | 1.8 | .571  | 0.8 | 1.3 | 2.0  | 3.0 | 1.3 | 0.5 | 1.0 | 1.8 | 8.3  |
| 6  | Vinny Del Negro | 27   | 4 | 4  | 23.3 | 3.0 | 6.8  | .444 | 0.5 | 1.0 | .500  | 0.8 | 1.3 | .600  | 0.3 | 1.5 | 1.8  | 4.5 | 0.3 | 0.0 | 1.5 | 1.5 | 7.3  |
| 7  | Terry Cummings  | 32   | 4 | 1  | 18.0 | 2.8 | 5.5  | .500 | 0.0 | 0.0 |       | 2.5 | 3.0 | .833  | 2.5 | 3.8 | 6.3  | 0.5 | 1.3 | 0.8 | 1.0 | 2.5 | 8.0  |
| 8  | Lloyd Daniels   | 26   | 4 | 0  | 16.5 | 2.0 | 5.0  | .400 | 1.0 | 2.0 | .500  | 0.5 | 0.5 | 1.000 | 0.5 | 1.8 | 2.3  | 0.8 | 0.0 | 0.3 | 0.5 | 1.0 | 5.5  |
| 9  | J.R. Reid       | 25   | 4 | 0  | 14.0 | 1.5 | 5.3  | .286 | 0.0 | 0.0 |       | 0.8 | 1.3 | .600  | 0.8 | 2.3 | 3.0  | 0.8 | 0.3 | 0.5 | 0.3 | 2.5 | 3.8  |
| 10 | Antoine Carr    | 32   | 3 | 0  | 12.3 | 1.7 | 3.7  | .455 | 0.0 | 0.0 |       | 2.7 | 3.0 | .889  | 0.3 | 0.0 | 0.3  | 1.0 | 0.3 | 0.7 | 0.0 | 2.3 | 6.0  |
| 11 | Sleepy Floyd    | 33   | 4 | 0  | 9.3  | 0.5 | 2.0  | .250 | 0.0 | 0.0 |       | 0.5 | 1.0 | .500  | 0.0 | 0.3 | 0.3  | 0.3 | 0.0 | 0.0 | 1.0 | 0.8 | 1.5  |
| 12 | Jack Haley      | 30   | 3 | 0  | 3.7  | 1.3 | 2.7  | .500 | 0.0 | 0.0 |       | 1.7 | 2.0 | .833  | 1.0 | 1.3 | 2.3  | 0.7 | 0.0 | 0.0 | 0.0 | 1.0 | 4.3  |

## Galardones y récords
| Jugador        | Galardón                                                                     |
| David Robinson | 2.º Mejor quinteto de la NBA 2.º Mejor quinteto defensivo de la NBA All-Star |
| Dennis Rodman  | 2.º Mejor quinteto defensivo de la NBA                                       |